# Větřní
Větřní (Duits: Wettern of Nesselbach) is een Tsjechische stad in de regio Zuid-Bohemen en maakt deel uit van het district Český Krumlov. Větřní telt 3833 inwoners (2023).
Větřní was tot 1945 een plaats met een overwegend Duitstalige bevolking, maar na de Tweede Wereldoorlog werd de Duitstalige bevolking verdreven.

## Geschiedenis
- 1347 – De eerste schriftelijke vermelding van Větřní.
- 2017 – De gemeente Větřní krijgt de status van stad.[1]

Benešov nad Černou · Besednice · Bohdalovice · Brloh · Bujanov · Černá v Pošumaví · Český Krumlov · Dolní Dvořiště · Dolní Třebonín · Frymburk · Holubov · Horní Dvořiště · Horní Planá · Hořice na Šumavě · Chlumec · Chvalšiny · Kájov · Kaplice · Křemže · Lipno nad Vltavou · Loučovice · Malonty · Malšín · Mirkovice · Mojné · Netřebice · Nová Ves · Omlenice · Pohorská Ves · Polná na Šumavě · Přední Výtoň · Přídolí · Přísečná · Rožmberk nad Vltavou · Rožmitál na Šumavě · Soběnov · Srnín · Střítež · Světlík · Velešín · Větřní · Věžovatá Pláně · Vojenský újezd Boletice · Vyšší Brod · Zlatá Koruna · Zubčice · Zvíkov